# Repúblicas de la Unión Soviética
Las repúblicas constituyentes de la Unión Soviética (en ruso: Сою́зные Респу́блики, romanizado: Soyúznyye Respúbliki) eran las unidades administrativas de primer nivel de la Unión de Repúblicas Socialistas Soviéticas (URSS). La Unión Soviética se formó en 1922 mediante el Tratado de Creación de la URSS entre la RSFS de Rusia, RSFS de Transcaucasia, RSS de Ucrania y RSS de Bielorrusia— , por el cual se convirtieron en sus repúblicas constituyentes de la Unión de Repúblicas Socialistas Soviéticas (Unión Soviética). Su número fue incrementándose y varió a lo largo de los 69 años de su existencia, siendo quince en sus décadas finales. Tras la disolución de la Unión Soviética en 1991 todas las repúblicas se independizaron y se constituyeron como países independientes, pasando doce de ellas a conformar la Comunidad de Estados Independientes, y tres, Estonia, Letonia y Lituania, se unieron a la Unión Europea.
Durante la mayor parte de su historia, la URSS fue un estado altamente centralizado liderado por su Partido Comunista de la Unión Soviética a pesar de su estructura nominal como una federación de repúblicas; las reformas ligeras de descentralización durante la era de la perestroika (reconstrucción) y glasnost (voz, como libertad de expresión) llevadas a cabo por Mijaíl Gorbachov como parte de los Acuerdos de Helsinki se citan como uno de los factores que llevaron a la disolución de la URSS en 1991 como resultado de la Guerra Fría y la creación de la Comunidad de Estados Independientes.
Había dos tipos muy distintos de repúblicas en la Unión Soviética: las repúblicas más grandes, que representaban a los principales grupos étnicos de la Unión y con el derecho constitucional a separarse de ella, y las repúblicas autónomas más pequeñas, ubicadas dentro de algunas de las repúblicas unidas y representantes de minorías étnicas. Por lo general, en lo que respecta a la gobernanza, las repúblicas autónomas estaban subordinadas a las repúblicas unidas en las que estaban ubicadas, excepto en algunos casos, como la República Autónoma Socialista Soviética de Najicheván.

## Historia

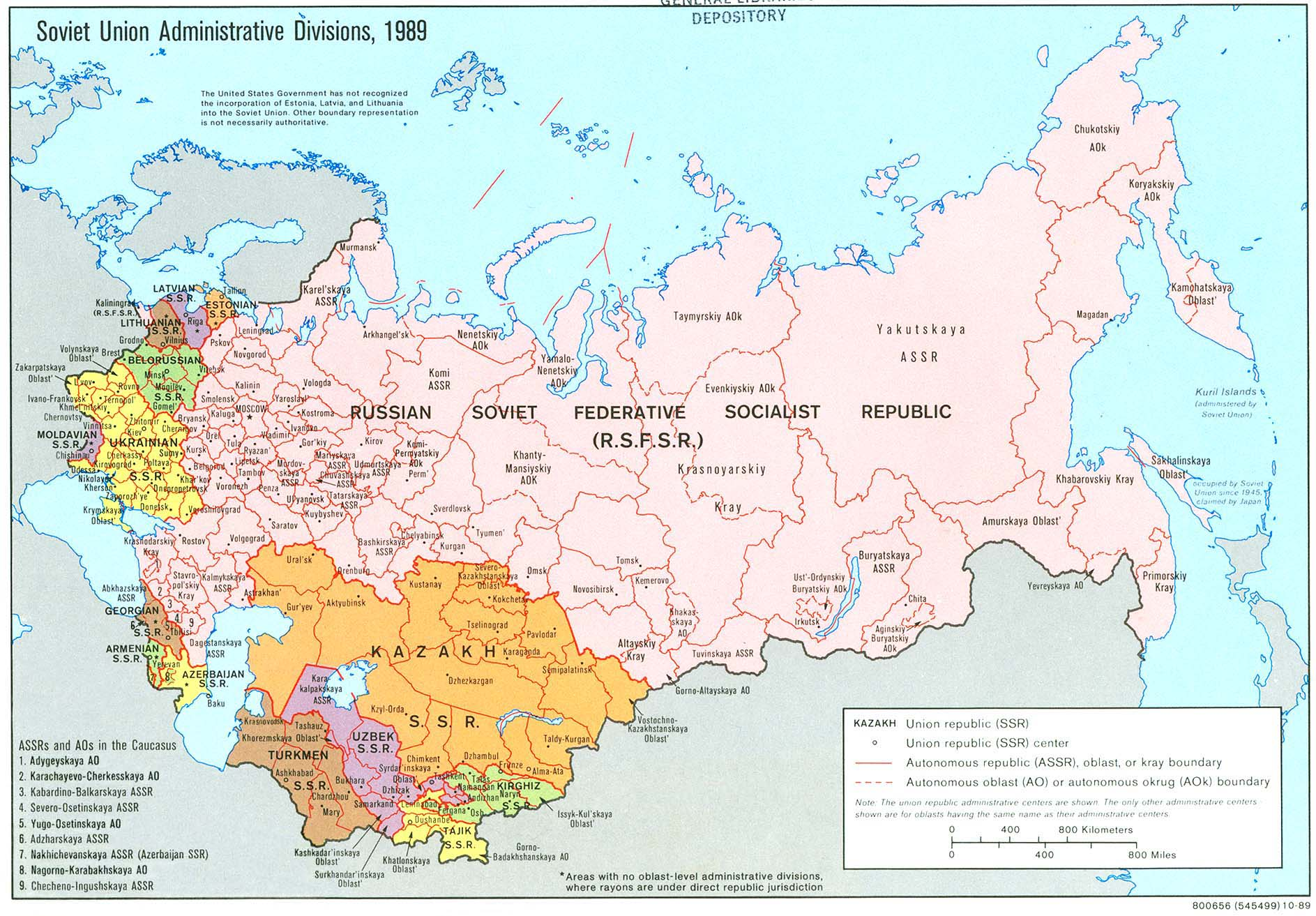
Divisiones administrativas de la Unión Soviética en 1989.

El 28 de diciembre de 1922, en una conferencia de delegaciones plenipotenciarias de la RSFS de Rusia, de la RSFS de Transcaucasia, de la RSS de Ucrania y de la RSS de Bielorrusia, se aprobó el Tratado de Creación de la Unión Soviética y la Declaración de la Creación de la Unión Soviética, formándose la Unión de Repúblicas Socialistas Soviéticas y unificándose las repúblicas soviéticas ya existentes creadas tras la Revolución rusa y durante la posterior guerra civil rusa.
Como federación que era la Unión Soviética de acuerdo a la Constitución y al Tratado de la Unión, las repúblicas federadas gozaban de una amplia autonomía para su administración interna. Cada una de ellas poseía su propio Partido Comunista, con la excepción de la República Socialista Federativa Soviética de Rusia. Cada república poseía además su propia bandera, escudo e himno. Todas las banderas y escudos tenían la hoz y martillo, símbolo del comunismo, y predominante color rojo. Los himnos tratan asuntos como la amistad fraternal entre los habitantes de las repúblicas, un futuro brillante y el homenaje a Vladímir Lenin, ideólogo de la Revolución de Octubre y primer gobernante soviético.
Bajo la Constitución, adoptada en 1924 —y modificada constantemente hasta el final de su existencia, con cambios sustanciales en 1936 y 1977— la fundación política de la Unión Soviética estaba basada en los Soviets de Diputados del Pueblo. Estos existían en todos los niveles de la cadena administrativa, con el nivel federal englobando todos en el Sóviet Supremo de la Unión Soviética localizado en Moscú, que a su vez designaba al Presídium del Sóviet Supremo de la URSS y el Consejo de Ministros de la URSS. En el plano económico, existía una serie de consejos de la economía nacional que confluían en un cuerpo único a nivel federal, relacionado con el Ministerio de Planificación.
Junto con la cadena de la administración estatal existía la estructura paralela del Partido, que estaba estructurado del mismo modo federal y le permitía ejercer un considerable nivel de influencia sobre los órganos de poder en todos los niveles. Organismos administrativos del Estado tomaban órdenes directas del Partido y la aprobación de distintos funcionarios estatales de alto nivel requería la aprobación de sus organismos centrales. Una práctica general era que la posición de jefe de Estado en una república federada fuera un oficial local, mientras la posición de secretario general del Partido Comunista local fuera de un ciudadano de otra república.
Los primeros ejemplos de ampliación de las repúblicas constituyentes fueron las repúblicas de Uzbekistán y Turkmenistán, creadas el 27 de octubre de 1924 por separación de la República Autónoma Socialista Soviética de Turkestán, una república autónoma de la RSFS de Rusia. La siguiente fue la República Socialista Soviética de Tayikistán, hasta ese momento parte de la RSS de Uzbekistán, siendo elevada al estatus de república de la unión el 6 de octubre de 1929, convirtiéndose en la RSS de Tayikistán.
La República Socialista Federativa Soviética de Transcaucasia existió hasta el 5 de diciembre de 1936, cuando se dividió en las repúblicas soviéticas de RSS de Armenia, RSS de Azerbaiyán y RSS de Georgia. El mismo día la República Autónoma Socialista Soviética de Turkestán dejó de existir dentro de la RSFS de Rusia, y el territorio fue dividido entre las repúblicas soviéticas de Kazajistán y Kirguistán.
En la víspera de la Segunda Guerra Mundial, se crearon algunas repúblicas nuevas anteriores a la invasión nazi en 1941. La primera fue la República Socialista Soviética Carelo-Finesa, que el 31 de marzo de 1940 fue elevada al rango de república de la unión a partir de la anterior República Autónoma Socialista Soviética de Carelia, queformaba parte de la RSFS de Rusia. Después de la anexión de los estados bálticos, Lituania, Letonia y Estonia fueron transformadas en RSS de Lituania el 13 de julio, RSS de Letonia el 21 de julio y RSS de Estonia también el 21 de julio, y se unieron formalmente a la Unión Soviética el 3, el 5 y el 6 de agosto, respectivamente. La última república fue la RSS de Moldavia, que nació de una fusión del territorio de Besarabia, anexado tras su anexión, con el de la República Socialista Soviética Autónoma de Moldavia, previamente incluida dentro de la RSS de Ucrania.
Después de la guerra, no se establecieron nuevas repúblicas, aunque la República Socialista Soviética Carelo-Finesa pasó a ser una república autónoma y fue reanexionada por la RSFS de Rusia el 16 de julio de 1956.

### Las repúblicas y la disolución de la Unión Soviética
El carácter federal de la Unión y la autonomía de las repúblicas federadas convivían con un fuerte poder central que resultaba elemental para su cohesión. La pérdida de poder del gobierno central durante el mandato de Mijaíl Gorbachov y el consiguiente fortalecimiento frente al mismo de las repúblicas es considerado uno de los factores causantes de la disolución de la Unión Soviética. Las políticas de glásnost y perestroika fueron diseñadas con el objeto manifiesto de modernizar el país aunque uno de sus inmediatos efectos fue el incremento del poder de las repúblicas, que de acuerdo con el artículo 72 de la Constitución Soviética de 1977 mantenían el derecho a la secesión. La liberalización política permitió a los gobiernos de las repúblicas hacer proselitismo invocando el multipartidismo, el nacionalismo y otras temáticas contrarias a lo sostenido por el poder soviético. Además, los cambios en la dirección política dieron lugar a fracturas dentro del mismo Partido Comunista, lo cual redujo el poder efectivo de la administración central. La perestroika, por su parte, llevó a una gran descentralización de la economía, que comenzó a ser privatizada y controlada por los gobiernos regionales antes que por los órganos centrales de planificación.
Pero estas políticas no siguieron el rumbo esperado. Fue entonces cuando el presidente de la Unión Soviética Mijaíl Gorbachov propuso la creación de un nuevo Tratado de la Unión que dejaría al gobierno central sólo los asuntos de defensa y política exterior con tal de mantener unidas a las repúblicas. Esta propuesta no tuvo éxito ante la negativa de los gobiernos locales, especialmente del recientemente elegido presidente de la RSFS de Rusia, Borís Yeltsin. Así el 8 de diciembre de 1991, los líderes de la RSFS de Rusia, RSS de Ucrania y RSS de Bielorrusia se reunieron para acordar la anulación del Tratado de Creación de la Unión Soviética de 1922, que se dio por terminado el 25 de diciembre de 1991, con el efecto de disolución de la Unión Soviética. Dicha decisión fue comunicada por teléfono a Mijaíl Gorbachov por el presidente de la RSS de Bielorrusia Stanislav Shushkiévich. Con la firma del Tratado de Belavezha cada una de las repúblicas se convirtió en estado independiente, aunque 11 de las 15 existentes al momento del desmembramiento de la Unión conformaron la Comunidad de Estados Independientes (CEI) mediante la firma del Protocolo de Almá-Atá, el 21 de diciembre del mismo año (Georgia se uniría a la CEI en 1993).

## Lista de Repúblicas de la Unión Soviética
En la tabla que sigue se recogen todas las repúblicas soviéticas, ordenadas por orden cronológico de fecha de establecimiento, agrupadas en dos grupos:
1. Las repúblicas existentes en el momento de la disolución de la Unión Soviética en 1991, con una columna en la que se identifican mediante un color de sombreado y un número que remiten al mapa situado al principio del artículo;
2. Las repúblicas desaparecidas, sombreadas en azul claro.

En el momento de la disolución, Rusia era la república más grande en extensión, ocupando territorios en Europa y en Asia, seguida de Kazajistán, Ucrania y Turkmenistán. Rusia también fue la más poblada, seguida por Ucrania, Uzbekistán y Kazajistán.
| Bandera | Escudo | Inicio | Fin  | Ubicación | Nombre Oficial                                     | Nombre común                                              | Capital  | Superficie (km²) | % en la URSS | Población (hab.) | Densidad (hab./km²) | País actual  |
| ------- | ------ | ------ | ---- | --------- | -------------------------------------------------- | --------------------------------------------------------- | -------- | ---------------- | ------------ | ---------------- | ------------------- | ------------ |
|         |        | 1917   | 1991 |           | República Socialista Federativa Soviética de Rusia | Rusia bolchevique, RSFS Rusia, Rusia soviética            | Moscú    | 17 075 200       | 76,62        | 147 386 000      | 8,6                 | Rusia        |
|         |        | 1918   | 1991 |           | República Socialista Soviética de Ucrania          | Ucrania soviética, RSS Ucrania                            | Kiev     | 603 700          | 2,71         | 51 706 746       | 85,6                | Ucrania      |
|         |        | 1919   | 1991 |           | República Socialista Soviética de Bielorrusia      | Bielorrusia soviética, Belarus soviética, RSS Beliorrusia | Minsk    | 207 600          | 0,93         | 10 151 806       | 48,9                | Bielorrusia  |
|         |        | 1920   | 1991 |           | República Socialista Soviética de Azerbaiyán       | Azerbaiyán soviética, RSS Azerbaiyán                      | Bakú     | 86 600           | 0,39         | 7 037 900        | 81,3                | Azerbaiyán   |
|         |        | 1920   | 1991 |           | República Socialista Soviética de Armenia          | Armenia soviética, RSS Armenia                            | Ereván   | 29 800           | 0,13         | 3 325 307        | 110,3               | Armenia      |
|         |        | 1921   | 1991 |           | República Socialista Soviética de Georgia          | Georgia soviética, RSS Georgia                            | Tiflis   | 69 700           | 0,31         | 4 337 600        | 62,2                | Georgia      |
|         |        | 1924   | 1991 |           | República Socialista Soviética de Uzbekistán       | Uzbekistán soviética, RSS Uzbekistán                      | Taskent  | 447 350          | 2,01         | 19 906 000       | 44,5                | Uzbekistán   |
|         |        | 1924   | 1991 |           | República Socialista Soviética de Turkmenistán     | Turkmenistán soviética, RSS Turkmenistán                  | Asjabad  | 488 100          | 2,19         | 3 522 700        | 7,2                 | Turkmenistán |
|         |        | 1929   | 1991 |           | República Socialista Soviética de Tayikistán       | Tayikistán soviética, RSS Tayikistán                      | Dusambé  | 143 100          | 0,64         | 5 112 000        | 35,7                | Tayikistán   |
|         |        | 1936   | 1991 |           | República Socialista Soviética de Kazajistán       | Kazajistán soviética, RSS Kazajistán                      | Alma-Ata | 2 717 350        | 12,24        | 16 711 900       | 6,2                 | Kazajistán   |
|         |        | 1936   | 1991 |           | República Socialista Soviética de Kirguistán       | Kirguistán soviética, RSS Kirguistán                      | Frunze   | 198 500          | 0,89         | 4 257 800        | 21,4                | Kirguistán   |
|         |        | 1940   | 1991 |           | República Socialista Soviética de Letonia          | Letonia soviética, RSS Letonia                            | Riga     | 64 589           | 0,29         | 2 666 567        | 41,3                | Letonia      |
|         |        | 1940   | 1991 |           | República Socialista Soviética de Lituania         | Lituania soviética, RSS Lituania                          | Vilna    | 65 200           | 0,29         | 3 689 779        | 56,6                | Lituania     |
|         |        | 1940   | 1991 |           | República Socialista Soviética de Moldavia         | Moldavia soviética, RSS Moldavia                          | Chisináu | 33 843           | 0,15         | 4 337 600        | 128,2               | Moldavia     |
|         |        | 1940   | 1991 |           | República Socialista Soviética de Estonia          | Estonia soviética, RSS Estonia                            | Tallin   | 45 227           | 0,20         | 1 565 662        | 34,6                | Estonia      |

| Bandera | Escudo | Inicio | Fin  | Ubicación | Nombre                                                     | Capital      | Superficie (km²) | % en la URSS | Población (hab.) | Densidad (hab./km²) | País o región actual |
| ------- | ------ | ------ | ---- | --------- | ---------------------------------------------------------- | ------------ | ---------------- | ------------ | ---------------- | ------------------- | -------------------- |
|         |        | 1920   | 1925 |           | República Popular Soviética de Bujará                      | Bujará       | 182 193          | 0,813        | 2 200 000        | 12,08               | Bujará               |
|         |        | 1920   | 1925 |           | República Socialista Soviética de Corasmia                 | Jiva         | 62,2             | 0,000278     | 800 000          | 12 862              | Karakalpakistán      |
|         |        | 1921   | 1944 |           | República Popular de Tuvá                                  | Kizil        | 170 500          | 0,761        | 81 100           | 0,48                | Tuvá                 |
|         |        | 1921   | 1931 |           | República Socialista Soviética de Abjasia                  | Sujumi       | 8600             | 0,039        | 201 000          | 23,37               | Abjasia              |
|         |        | 1922   | 1936 |           | República Socialista Federativa Soviética de Transcaucasia | Tiflis       | 186 100          | 0,831        | 5 861 600        | 31,5                | Transcaucasia        |
|         |        | 1940   | 1956 |           | República Socialista Soviética Carelo-Finesa               | Petrozavodsk | 172 350          | 0,77         | 651 350          | 3,78                | Carelia              |

| Bandera | Escudo | Inicio | Fin  | Ubicación | Nombre                                               | Capital             | Superficie (km²) | % en la URSS | Población (hab.) | Densidad (hab./km²) | País actual |
| ------- | ------ | ------ | ---- | --------- | ---------------------------------------------------- | ------------------- | ---------------- | ------------ | ---------------- | ------------------- | ----------- |
|         |        | 1917   | 1918 |           | República Socialista Soviética de Donetsk-Krivoy Rog | Járkov              |                  |              |                  |                     |             |
|         |        | 1918   | 1918 |           | República Soviética del Mar Negro                    | Novorossisk         |                  |              |                  |                     |             |
|         |        | 1918   | 1918 |           | República Soviética de Odesa                         | Odesa               |                  |              |                  |                     |             |
|         |        | 1919   | 1919 |           | República Soviética Socialista de Besarabia          | Odesa, Tiráspol     |                  |              |                  |                     |             |
|         |        | 1920   | 1922 |           | República del Lejano Oriente                         | Verjneúdinsk, Chitá |                  |              |                  |                     |             |
|         |        | 1920   | 1920 |           | República Soviética Socialista de Galitzia           | Ternópil            |                  |              |                  |                     |             |
|         |        | 1920   | 1920 |           | República Soviética de la Montaña                    | Vladikavkaz         |                  |              |                  |                     |             |